# Mani (film)
Mani (mania) è un film del 1947, diretto da Jens Henriksen e Holger Gabrielsen, con Ib Schønberg. 

## Trama
Un uomo è in cammino lungo una strada di periferia; un'auto con autista gli si accosta, e il passeggero gli offre uno strappo in città, che l'uomo rifiuta. Giunto in città, l'uomo cerca di mettersi in contatto con Barbera, che raggiunge in un ristorante, ma non riesce ad incontrarla perché il padre di lei, il dottor Robert Franck, mostra una fiera opposizione. Nel ristorante l'uomo reincontra il passeggero dell'auto: è Henrik Verle, che, con grande stupore dell'uomo, fa mostra di conoscere la sua storia. L'uomo è il dottor Erik Menkel, appena rilasciato dalle carceri dopo una condanna – a suo dire erroneamente comminata, proclamandosi egli innocente - a 6 anni per l'omicidio del professor Victor Smidt, candidato al Nobel, di cui Menkel era assistente.
Col passar del tempo Henrik Verle guadagna la fiducia di Menkel, e inizia a lavorare, continuando le ricerche di Smidt, nei laboratori allestiti da Verle nella propria residenza, nella quale abita con la fedele governante Mary. Menkel consegna regolarmente la propria posta, da indirizzare a Barbera Frank, a Verle, che tuttavia non spedisce le lettere, e le brucia.
Barbera, con l'aiuto dell'amica Margaret, riesce a ritrovare Menkel, segregato in casa di Verle, e su quest'ultimo cominciano a gravare sospetti, che diventano fatti provati quando lo stesso Verle, dopo una crisi di parossismo, confessa agli astanti il proprio passato di omicida (aveva ucciso fra gli altri il professor Smidt, facendone ricadere la colpa su Menkel) ed i motivi che lo hanno portato a tali azioni.